# Jan Roodzant
Jan Roodzant (* 6. Januar 1984 in Ede, Niederlande) ist ein arubischer Schwimmer, der in der Freistil-Disziplin antritt.
Bei den Olympischen Sommerspielen 2008 in Peking bestritt er am 12. August den Wettbewerb über 100 Meter Freistil mit einer Zeit von 51,69 Sekunden. Damit gewann er sein Vorrundenrennen und belegte insgesamt den 53. Platz, welcher nicht für eine Qualifikation für die Halbfinalrennen ausreichte.